# Museumsnacht Basel

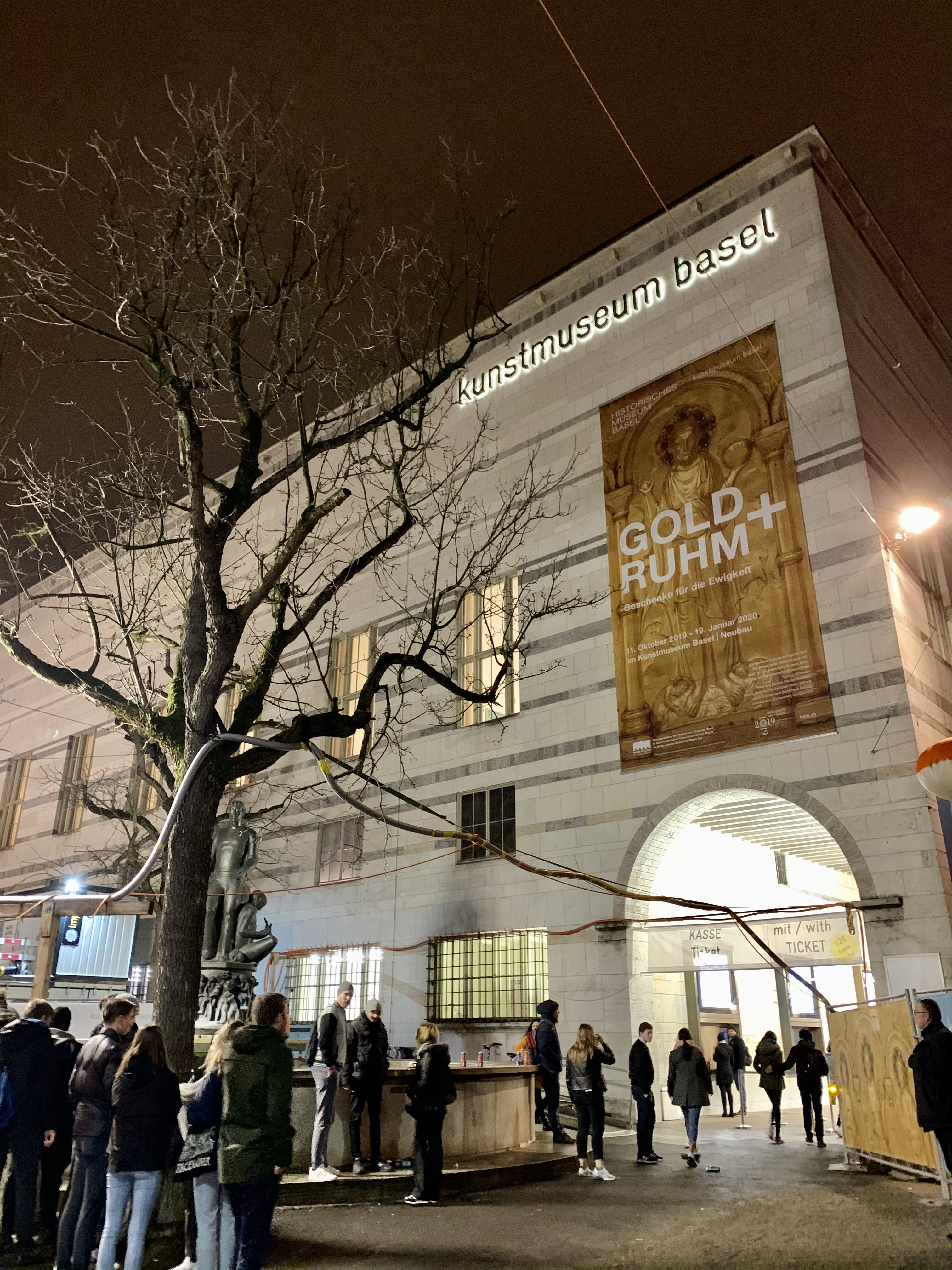
Basler Museumsnacht im Kunstmuseum Basel (Januar 2020).

Die Basler Museumsnacht ist eine jährlich, seit 2001, stattfindende Abend- bzw. Nachtveranstaltung in Basel in der Schweiz. Rund 40 teilnehmende Museen und kulturelle Institutionen in Basel sowie seiner Umgebung (u. a. Kunstmuseum Basel, Fondation Beyeler in Riehen und das Vitra Design Museum in Weil am Rhein) öffnen ihre Türen bis um zwei Uhr Nachts und bieten dazu auch viele Kultur- und Mitmachprogramme an. Die Museumsnacht wird überregional besucht.
In der Veranstaltung des Jahres 2023 wurde ein neuer Besucherrekord mit etwa 128.400 Besuchern gezählt. Dies entspricht rund 75 Prozent mehr, als in der vorherigen Ausgabe von Mai 2022.